# Arthur von Rosthorn
Arthur von Rosthorn (Vienna, 14 aprile 1862 – Waldegg, 17 dicembre 1945) è stato un diplomatico, sinologo e nobile austriaco.

## Biografia
Nato a Vienna il 14 aprile 1864, Arthur von Rosthorn studiò all'università della capitale ed all'Università di Oxford, dove fu alunno del sinologo James Legge che gli trasmise la passione per l'oriente e la sua cultura. Dal 1883 al 1893 fu associato della Seezollverwaltung in Cina. Nel 1895 si laureò all'Università di Lipsia e lavorò poi per il servizio diplomatico austro-ungarico; servì come segretario di legazione e consigliere d'ambasciata a Pechino e fu poi ambasciatore in Persia (1906–11) ed in Cina (1911–17). Nel 1922 venne nominato professore onorario dell'Università di Vienna dove sino al 1939 insegnò lingua classica, letteratura e storia cinese.
Fu editore del giornale "Wiener Beiträge zur Kunst- und Kulturgeschichte Asiens Jahrbuch" (Contributi viennesi all'arte e alla storia culturale dell'Asia. Dal 1986 è assegnata in suo onore la "Rosthorn-Medaille" viene annualmente concessa a individui o a gruppi che si sono impegnati particolarmente per il miglioramento delle relazioni sino-austriache.

## Opere
- L'amministrazione del sale nel Ssŭchʻuan; pubblicato in inglese nel 1893.
- Die ausbreitung der chinesischen macht in südwestlicher richtung bis zum vierten jahrhundert, 1895 – La propagazione della migrazione nel sudovest della Cina nel IV secolo a.C.
- Das soziale leben der Chinesen, 1919 – La vita sociale dei cinesi.
- Die anfänge der chinesischen geschichtschreibung, 1920 – L'inizio della storiografia cinese.[4]